# ناو هواپیمابر سوریو
ناو هواپیمابر ژاپنی سوریو (انگلیسی: Japanese aircraft carrier Sōryū) یک ناو هواپیمابر (⎘ ناو هواپیمابر) بود که در اواسط دهه ۱۹۳۰ برای نیروی دریایی امپراتوری ژاپن (IJN) ساخته شد. یک کشتی خواهر، هیریو، برای پیروی از سوریو در نظر گرفته شده بود، اما طراحی هیریو به شدت اصلاح شد و او اغلب یک کلاس جداگانه تلقی می‌شود. هواپیماهای سوریو در عملیات‌های جنگ دوم چین و ژاپن به کار گرفته شدند در اواخر دهه ۱۹۳۰ از حمله ژاپن به هندوچین فرانسه در اواسط سال ۱۹۴۰ حمایت کرد. در طی ماه‌های اول جنگ اقیانوس آرام، این ناو در حمله به پرل هاربر، نبرد جزیره ویک شرکت کرد، و از فتح جنگ لشکرکشی هند شرقی هلند پشتیبانی کرد. در فوریه ۱۹۴۲، هواپیمای این ناو داروین استرالیا را بمباران کرد، و او به کمک خود در کارزار هند شرقی هلند ادامه داد. در ماه آوریل، هواپیماهای سوریو به هنگام غوطه وری دو کشتی ناو سنگین انگلیسی و چندین کشتی تجاری در یورش به اقیانوس هند کمک کرد.
سوریو و سه ناوگان ناوگان هوایی اول (کایدو بوتای) پس از یک عملیات کوتاه، در ژوئن ۱۹۴۲ در نبرد میدوی شرکت کردند و غرق شدند.